# Кубок наслідного принца Катару 2008
Кубок наслідного принца Катару 2008 — 14-й розіграш турніру. Матчі відбулися з 5 по 17 квітня 2008 року між чотирма найсильнішими командами Катару сезону 2007—08. Титул переможця змагання виборов клуб Ас-Садд, котрий з рахунком 1:0 переміг у фіналі Аль-Гарафа.
| Володар Кубка наслідного принца Катару 2008 |
| ------------------------------------------- |
|                                             |
| Ас-Садд П'ятий титул                        |

## Формат
У турнірі взяли чотири найуспішніші команди Чемпіонату Катару 2007-08.
- Чемпіон — «Аль-Гарафа»
- Віце-чемпіон — «Ас-Садд»
- Бронзовий призер — «Умм-Салаль»
- 4 місце — «Катар СК»

## Півфінали

### Перші матчі
| 5 квітня 2008 17:00 (EEST) |

| Аль-Гарафа              | 2:1      | Катар СК          |
| ----------------------- | -------- | ----------------- |
| Башир 20' Клемерсон 60' | Протокол | Джемба-Джемба 83' |

|  |

| 5 квітня 2008 19:00 (EEST) |

| Ас-Садд          | 1:0      | Умм-Салаль |
| ---------------- | -------- | ---------- |
| Емерсон Шейх 49' | Протокол |            |

|  |

### Повторні матчі
| 13 квітня 2008 17:00 (EEST) |

| Умм-Салаль | 0:2      | Ас-Садд                            |
| ---------- | -------- | ---------------------------------- |
|            | Протокол | Карлос Теноріо 5' Емерсон Шейх 86' |

|  |

| 13 квітня 2008 19:00 (EEST) |

| Катар СК                              | 2:3      | Аль-Гарафа                    |
| ------------------------------------- | -------- | ----------------------------- |
| Ель-Каркурі 45' (пен.) Алі Карімі 87' | Протокол | Махмуд 23', 84' Клемерсон 86' |

|  |

## Фінал
| 17 квітня 2008 18:30 (EEST) |

| Ас-Садд            | 1:0      | Аль-Гарафа |
| ------------------ | -------- | ---------- |
| Карлос Теноріо 83' | Протокол |            |

|  |